# Ernst Schmidt-Dargitz
Ernst Schmidt, ab 12. Juli 1895 Schmidt-Dargitz (* 5. August 1859 Angerburg; † 11. September 1924 in Jena), war ein deutscher Jurist, Kolonial- und Ministerialbeamter.

## Leben
Ernst Schmidt war ein Sohn des Oberregierungsrates im Regierungspräsidium in Breslau Hermann Schmidt und der Flora von Dargitz.
Ernst Schmidt besuchte zunächst das Gymnasium Collegium Fridericianum in Königsberg (Preußen) und später das Gymnasium zum Kloster Unser Lieben Frauen in Magdeburg. Hier legte er am 28. Februar 1877 sein Abitur ab.
Von 1877 bis 1880 studierte er Rechtswissenschaften an den Universitäten in Genf und Breslau. Am 18. Juni 1880 legte er sein Referendarexamen ab und war ab 6. Juli 1880 als Gerichtsassessor im preußischen Justizdienst.
Vom 1. April 1881 bis 31. März 1882 war er Einjährig-Freiwilliger und anschließend als Reserveoffizier aktiv. So wurde er am 17. Oktober 1883 Sekondeleutnant d. R. und 1894 Premierleutnant d. R.
Am 17. März 1886 erhielt er sein Assessorexamen und wurde am 2. Dezember 1886 für eine konsularische Laufbahn in den Auswärtigen Dienst einberufen. Er kam in die Abteilung III (Recht) und wechselte Anfang Juli 1888 in die Abteilung II (Handelspolitik).
Ab 27. Juli 1888 war er mit dem Charakter als Vizekonsul in Apia (Samoa) mit Dienstantritt am 12. November 1888, wurde am 8. Juli 1891 Vizekonsul und war ab 1. Februar 1892 beurlaubt. Ab 1891 war er Nachfolger von Max Biermann; Biermann wurde kommissarischer Leiter des Konsulats in Apia; Kaiserlicher Kommissar der Marshallinseln in Jaluit. Während der Urlaubszeit war er vom 1. Juni 1892 bis 15. Dezember 1892 kommissarisch im Auswärtigen Amt angestellt. Nachdem er 1893 die Stellung als Kaiserlicher Kommissar der Marshallinseln aufgegeben hatte, wurde diese Dienststellung umgewandelt und fortan durch einen Landeshauptmann besetzt. Am 24. Mai 1893 kehrte er mit Dienstantritt am 7. Juni 1893 in das Auswärtige Amt zurück und kam in die Abteilung IV (Kolonien). Er war ab 1. Oktober 1893 beurlaubt, wobei er bereits zum 3. September 1893 als Nachfolger von Arnold Senfft von Pilsach zum Präsidenten des Munizipialrates von Apia bestimmt worden war. Diese Position trat er am 30. Dezember 1893 an und hatte sie bis 23. Januar 1897 inne. Der deutsche Reiseschriftsteller Otto Ehrenfried Ehlers berichtet 1895 auch aus Schmidts Leben dort. Zum 26. Juni 1897 kam er zurück in die Abteilung IV des Auswärtigen Amtes, wurde am 14. September 1897 Wirklicher Legationsrat und Vortragender Rat und am 29. Dezember 1900 Geheimer Legationsrat. Ab 5. Juni 1906 war er in der Abteilung III Leiter des Referats C (Bürgerliches Recht, Handels- und Seerecht etc.) und wurde am 27. Januar 1911 Wirklicher Geheimer Legationsrat. Anfang Oktober 1912 war er kommissarischer Leiter der Abteilung III und nahm die Geschäfte als Dirigent wahr. Am 28. November 1918 wurde er in den einstweiligen Ruhestand versetzt.
Bis 1908 war er u. a. mit dem Roten Adlerorden III. Klasse mit Schleife, dem Kronen-Orden II. Klasse und dem Komturkreuz II. Klasse des spanischen Ordens Karls III. ausgezeichnet worden.
Ernst Schmidt-Dargitz blieb ledig.